# 瑪喬麗·巴瑞特

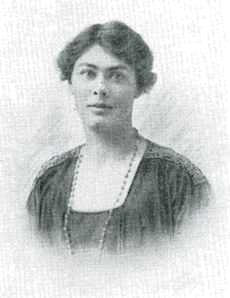
瑪喬麗·巴瑞特

瑪喬麗·巴瑞特（Marjorie Barrett，1889年—1968年），原名露西·瑪喬麗·伊斯特（Lucy Marjory East），是一名英格蘭羽球運動員。她剛開始在德文郡的夏爾登村打羽球，梅莉爾·盧卡斯是其中的一員。在成為水晶宮俱樂部的成員後，她於1915年與弗雷德里克·巴瑞特結婚。身為左撇子的她在第一次世界大戰後成為一股力量，共獲得了五次全英羽球錦標賽女子單打冠軍。她的丈夫於1932年去世，她於1949年與另一名羽毛球運動員珀西·麥克法蘭再婚。她於1968年在牛頓阿伯特去世，享年79歲。